# خيط البحرار
خيط البحرار هو فيلم تلفزيوني مغربي من إخراج محمد عبد الرحمن التازي سنة 2008، وبطولة كل من محمد مجد، عبد الله ديدان، يوسف الجندي، محمد الشوبي، هدى الريحاني، حسن مضياف، وآخرون.

## القصة
يقوم أب بالبحث عن ابنه بعدما اختفى عن الأنظار، خاصة بعد أن جرت الشكوك حول إمكانية التحاقه بجماعات متطرفة.